# ۵ فوریه
۵ فوریه سی و ششمین روز سال در گاه‌شماری میلادی است. ۳۲۹ روز (در سال‌های کبیسه ۳۳۰ روز) تا پایان سال باقی‌است.

## رویدادها
- ۱۴۶۰ - سیرالئون توسط پرتغالی‌ها کشف شد.

## زادروزها
- ۱۹۸۵ - کریستیانو رونالدو، بازیکن فوتبال پرتغالی
- ۱۹۹۲ - نیمار، بازیکن فوتبال برزیلی
- ۲۰۰۶ - AyRo آیرو  ، برنامه نویس ایرانی

## درگذشت‌ها
- ۲۰۱۱ – ابراهیم الخطیب، شاعر و پزشک فلسطینی-اردنی.[۱]
- ۲۰۲۱ – کریستوفر پلامر، بازیگر اهل کانادا (ز. ۱۹۲۹)
- ۲۰۲۳ - می الصایغ، شاعر، نویسنده و فعال سیاسی فلسطینی.[۲]
- ۲۰۲۳ - پرویز مشرف، دهمین رئیس‌جمهور پاکستان